# 栃木県道342号中田原寒井線

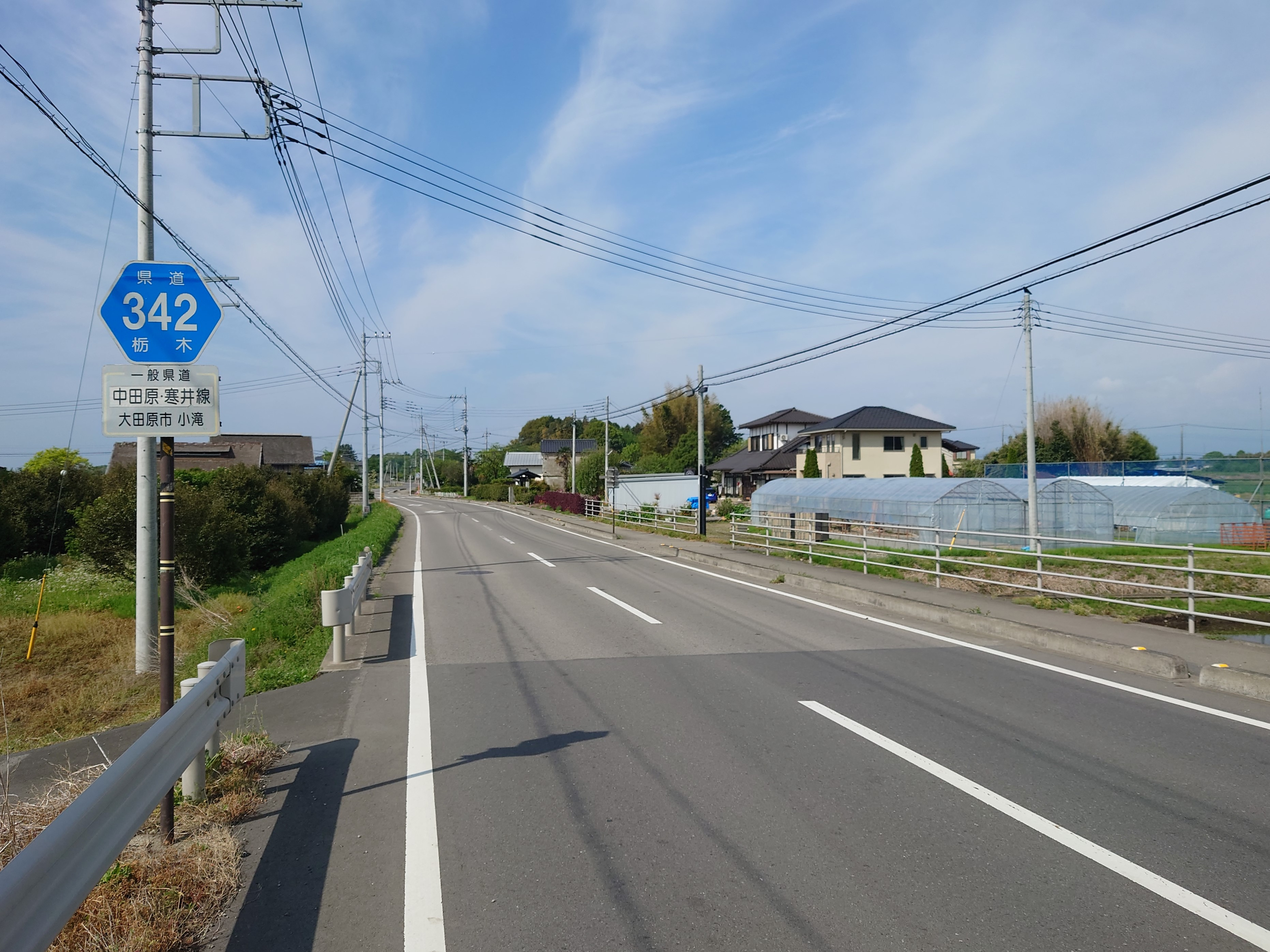
大田原市小滝にて

栃木県道342号中田原寒井線（とちぎけんどう342ごう なかだわらさぶいせん）は、栃木県大田原市内を通過する一般県道である。

## 概要

### 路線データ
- 総延長：7.072km[1]
- 実延長：6.824km[1]
- 起点：栃木県大田原市小滝（市野沢小入口交差点＝栃木県道72号大田原芦野線交点）
- 終点：栃木県大田原市寒井（黒羽刑務所入口交差点＝栃木県道34号黒磯黒羽線交点）
- 認定：1996年（平成8年）4月1日

## 歴史

### 年表
- 1996年（平成8年）4月1日 - 一般県道大田原寒井線として認定。
- 2008年（平成20年）4月1日 - 路線名を中田原寒井線に変更。[2]。

## 路線状況

### 交通量
24時間自動車類交通量（台/日）
- 大田原市寒井1343-1：3,144

## 地理

### 通過する自治体
- 栃木県
  - 大田原市

### 交差する道路
| 交差する道路                           | 交差する道路                           | 交差点名 | 交差点名       |
| -------------------------------------- | -------------------------------------- | -------- | -------------- |
| 栃木県道72号大田原芦野線（旧陸羽街道） | 栃木県道72号大田原芦野線（旧陸羽街道） | 大田原市 | 市野沢小入口   |
| （ライスライン）                       | （ライスライン）                       | 大田原市 | 小滝           |
| 栃木県道182号東小屋黒羽線              | 栃木県道182号東小屋黒羽線              | 大田原市 | 乙連沢         |
| 栃木県道34号黒磯黒羽線                 | 栃木県道34号黒磯黒羽線                 | 大田原市 | 黒羽刑務所入口 |